# NGC 5158
NGC 5158 (другие обозначения — UGC 8459, MCG 3-34-38, ZWG 101.54, IRAS13253+1802, PGC 47180) — спиральная галактика с перемычкой (SBab) в созвездии Волосы Вероники.
Этот объект входит в число перечисленных в оригинальной редакции «Нового общего каталога».